# Basilica di San Francesco (Assisi)
Basilica di San Francesco (Den hellige Frans' basilika) er gravkirke for Frans af Assisi og hovedkirke for den gren af franciskanerordenen, der kaldes konventualerne. Den ligger i Assisi i Italien.
43°04′29″N 12°36′20″Ø / 43.07472°N 12.60556°Ø
Den hellige Frans af Assisi døde den 3. oktober 1226. Allerede i 1227 blev han helgenkåret. Lederen af franciskanerordenen, broder Elias, gik straks i gang med at bygge en kirke til helgenens jordiske rester.
Allerede i 1230 kunne de overflyttes til den nybyggede kirke, hvis færdiggørelse og kunstneriske udsmykning fortsatte længe endnu.
Kirken blev bygget i to planer: en lav og dunkel underkirke og en høj og lys overkirke. Under højalteret i underkirken blev Frans begravet. Senere er der udgravet en kryptkirke omkring helgengraven, som havde været utilgængelig, idet broder Elias frygtede at nabobyer, især Perugia, skulle forsøge at erobre de værdifulde relikvier med våbenmagt.
San Francesco kirken er udsmykket af tidens bedste kunstnere som Cimabue, Simone Martini, Pietro Lorenzetti og ganske særligt Giotto, som på væggene i overkirken har malet en serie billeder fra Frans' liv.
Basilikaen og andre bygninger og steder i området har været på UNESCOs Verdensarvsliste fra 2000.